# André Rudersdorf
André Rudersdorf (Hadamar, 9 september 1995) is een Duits autocoureur.

## Carrière
Rudersdorf begon zijn carrière in het karting in 2009, waar hij tot 2010 actief bleef.
In 2011 maakte hij zijn debuut in het formuleracing in de ADAC Formel Masters, waar hij negentiende in het kampioenschap werd.
In 2012 maakte Rudersdorf zijn debuut in de Formule 3 bij het team ma-con in het Duitse Formule 3-kampioenschap. Omdat hij in een oudere auto reed deed hij mee in de Trophy-klasse. Hier won hij 14 van de 21 races en werd hij kampioen. Ook deed hij mee aan het Oostenrijkse Formule 3-kampioenschap. Hij won 7 van de 14 races, waarmee hij met 212 punten de titel pakte, 27 meer dan Sandro Zeller.
In 2013 blijft Rudersdorf bij ma-con rijden, maar nu in het nieuwe Europees Formule 3-kampioenschap.